# Antonio Raggi
Hercules Antonio Raggi, llamado El Lombardo, (Vico Morcote, Cantón del Tesino, 1624 - Roma, 1686) fue un escultor suizo-italiano del periodo Barroco.

## Biografía
Principal colaborador y alumno de Gian Lorenzo Bernini durante cerca de treinta años, después de la formación inicial en su ciudad como yesero, se trasladó a Roma en 1645 y comenzó su formación en el estudio de Alejandro Algardi, un maestro del cual deriva el estilo áulico y solemne de los rostros, que utiliza en 1650 en el modelo en yeso de Giovan Battista Rossi, sus diseños en los relieves de la del Antiguo Testamento en la Archibasílica de San Juan de Letrán. 
Su individualidad saldrá sólo en 1647 con el paso por el taller de Bernini, y que se convertirá en el discípulo más cercano y sin duda el más prolífico, como resultado de esta forma de trabajo adoptada por el maestro en la segunda mitad de su carrera, es decir, para crear un verdadero estudio, asignando a cada momento la ejecución de sus diseños a sus alumnos.
De ellos, Raggi era definitivamente el más indicado para interpretar la estética y la búsqueda del maestro, al modo del cual será próximo en diversas obras primerizas y de la que extrajo una investigación sólida sobre el uso de la luz en la aplicación de las esculturas, cualidades que harán a Francesco Borromini llamarlo, como ejecutor de las obras que se incluirán en su arquitectura, en el caso de su intervención en San Giovanni dei Fiorentini y luego en San Carlo alle Quattro Fontane. Durante esos años (1665-1676) Raggi elabora su estilo único, conjugando el ejemplo de sus dos maestros, y la creación de obras que parecen representar al pueblo y deidades romanas. 
El 1 de julio de 1657 fue elegido miembro de la Accademia di San Luca.

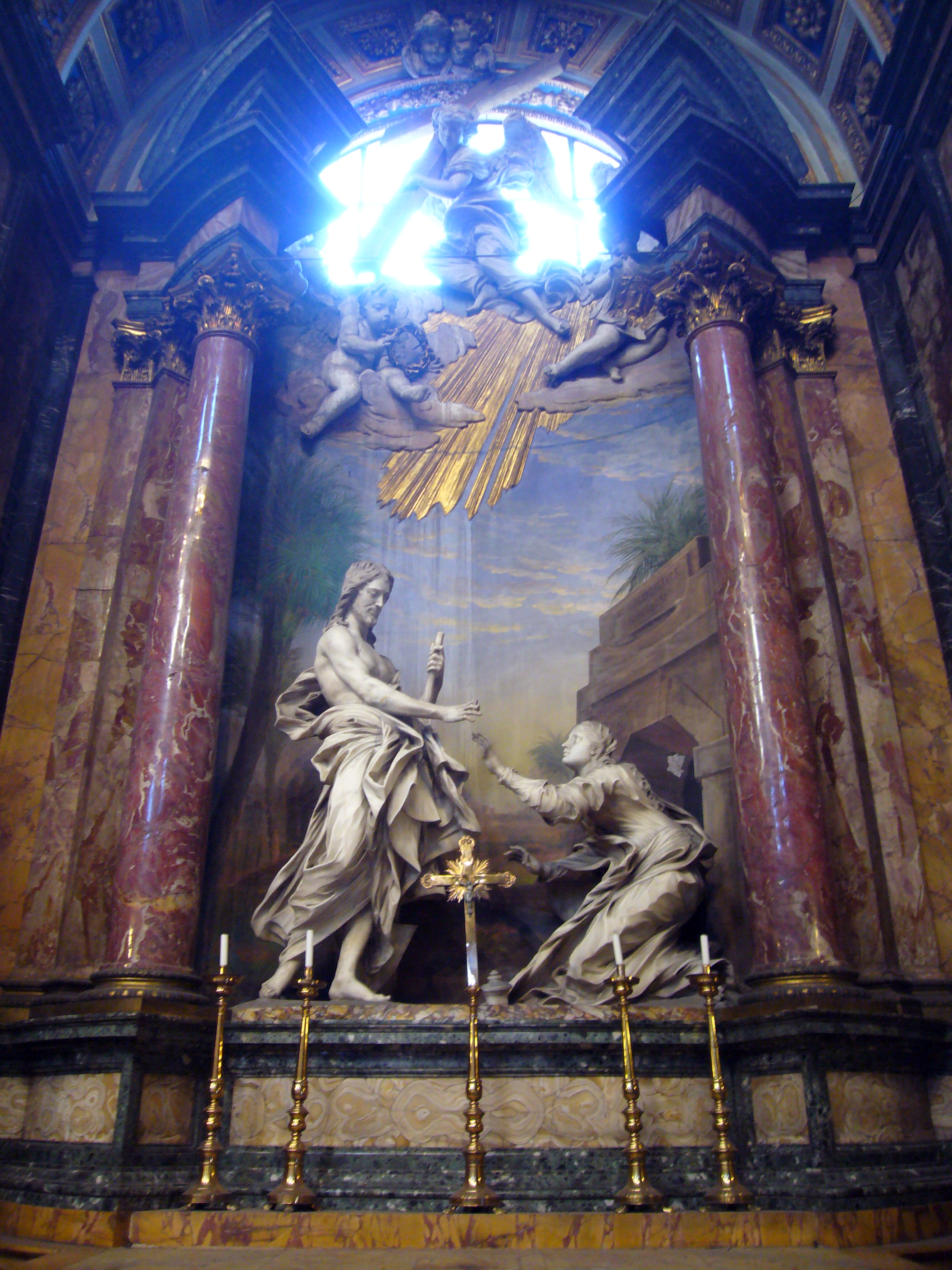
Noli me tangere

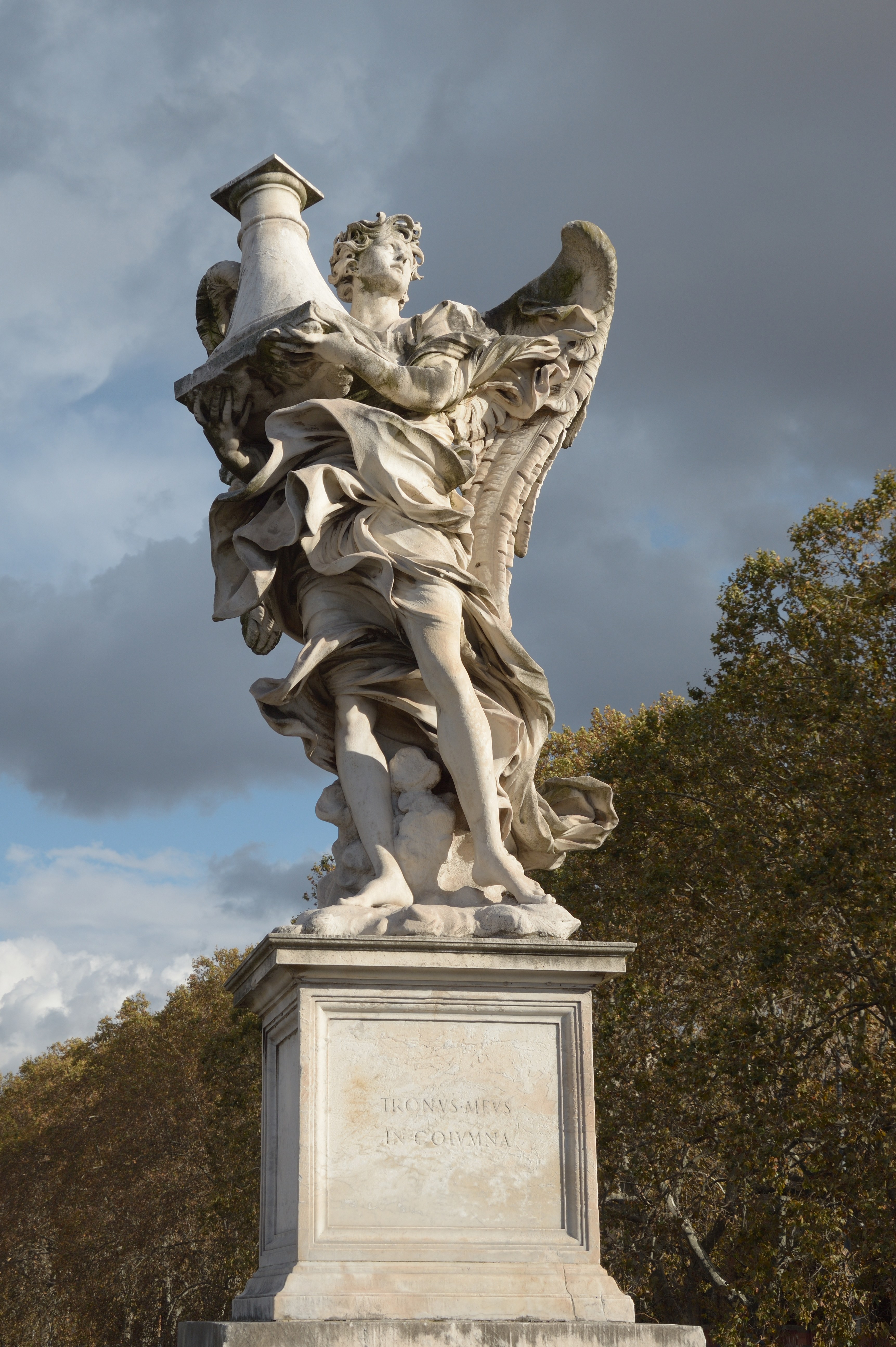
Ángel con columna, Puente Sant'Angelo, Roma.

## Obras
Del período de Bernini hay que señalar su Noli me tangere para la capilla Alalleona en la iglesia de Santi Domenico e Sisto en 1649 y el monumental Río Danubio de la Fuente de los Cuatro Ríos, en la plaza Navona, ejecutado entre 1650 y 1651 y gracias a esa actuación, como ayudante de Bernini, en 1653 fue a la corte de Francisco I de Este, junto con Fancelli y Claude Poussin en Módena con la tarea de traducir los diseños de Bernini modelados en arcilla destinados a servir como modelo para las grandes estatuas del Palacio Ducal en Sassuolo. Al lado de la puerta de la fachada del Palacio Ducal junto a la escalera hay dos estatuas que representan un Galatea y la otro a Neptuno, mientras que el tritón, derivación directa del modelo romano, se coloca en un nicho de la fuente en el jardín.
De vuelta a Roma, trabaja aún con Bernini en la gran obra de la Cathedra Petri, entre 1657 y 1664, y realiza los relieves de estuco para la nueva decoración de la Iglesia de Santa María del Popolo entre 1655 y 1657: Santa Bárbara, Santa Catarina, Santa Tecla y Santa Apolonia, y dos pares de los ángeles con la familia Della Rovere en dos órganos monumentales. 
En 1656 trabajó en Santa Maria della Pace realizando en nombre del papa Alejandro VII, la figura de san Bernardino de Siena para la capilla Chigi y unos querubines, al lado de los medallones de los laterales de la fachada de Pietro da Cortona.
Entre sus otras obras, la Madonna col Bambino en la iglesia de San José des Carmes en París (1650-1651), la realización de la decoración en estuco de la colegiata de Santo Tomás de Villanueva en Castel Gandolfo (1660-1661): los evangelistas en las enjutas, y tondos con las historias de Santo Tomás sobre las ventanas del tambor y las decoraciones para los casetones de la partición de la cúpula con segmentos hexagonales, en Sant'Andrea delle Frate de Bernini (1662-1665), la decoración en estuco de las estatuas de San Bernardino y el Papa Alejandro VII para la catedral de Siena y San Benito orante para el Sacro Speco en Subiaco. 
Sólo en 1662 recibió su primer encargo completamente autónomo, y que será una de sus mejores obras, el retablo de mármol, que dejó inacabado Giuseppe Petroni, representando la muerte de santa Cecilia en Santa Inés en Agonía, donde su inspiración berniniana se compara con el fuerte impacto de Algardia de su «colega» Ercole Ferrata en el retablo gemelo dedicado a santa Emerenziana. Alrededor de 1665-1666 hizo también la decoración al estuco de la iglesia de Sant'Andrea al Quirinale, con la Gloria de San Andrés sobre el altar y las figuras de los pescadores y los querubines en alto relieve en la cúpula.
En 1665 comenzó el gran grupo escultórico del Bautismo de Cristo con Dios Padre en la Gloria colocado en el altar mayor, creado por Borromini para San Giovanni de'Fiorentini de Roma. Diseñado por Bernini en 1668-1669 esculpe uno de los diez ángeles, encargado por el papa Clemente IX —tal vez el más fino— que llevan los instrumentos de la Pasión en el puente Sant'Angelo, el colosal Ángel de la columna. Al mismo tiempo realizó en yeso, la estatua de San Juan Bautista y el relieve de San Carlos Borromeo para la capilla Govini de la iglesia San Nicolás de Tolentino, diseñada por Pietro da Cortona.
Su fama y superó los límites romanos y explica las obras del escultor en Roma y que luego enviase al extranjero dos bellos ángeles en mármol, diseñados por Bernini en 1669 más o menos, (derivados de los de la Iglesia de Santa María del Popolo) en la actualidad en la Capilla de San Pedro de la Iglesia de Santa Maria della Vittoria en Milán, del patronato del cardenal Luigi Alessandro Luigi Omodei, que es el coordinador más probable, tal vez para Ercole Ferrata, se puso en lugar de la idea de Bernini: el tabernáculo, derivada directamente del primer modelo, las cuatro tumbas Omodei, los artesonados de la cúpula: absolutamente la más suntuosa aplicación Berniniana en Milán.
Otro ejemplo es la tumba de Lady Jane Cheyne de 1671, en Chelsea Old Church de Londres. En este año también data una obra perdida Santa María Magdalena en bronce, ejecutada para la base de un crucifijo de marfil para el cardenal Flavio Chigi.
Su trabajo es también, en gran parte, la decoración escultórica del año 1672 -1679 con figuras colosales que completa el gran fresco en la bóveda de la Iglesia de Jesús del otro alumno de Bernini, Giovan Battista Gaulli llamado Baciccio, representa la Gloria del Nombre de Jesús. El otro gran trabajo que lo involucra en el año 1671-1681 se encuentra la capilla Ginetti en la Iglesia de San Andrés della Valle, diseñado por Carlo Fontana, aquí esculpió un relieve de mármol con el Segundo sueño de San José, una Fama y especialmente el retrato del cardenal Mauricio Ginetti en oración. La asociación con su compatriota Carlo Fontana, que caracteriza a la fase final de su labor continúa en la iglesia de San Marcello, en cuya fachada de estuco se representa San Filippo Benizzi que renuncia al papado del año 1685 - 1686.
Sus más estrechos colaboradores y discípulos fueron Leonardo Reti, Michele Maglia, y Paolo Naldini.